# 横山浩之
横山 浩之（よこやま ひろゆき、本名 横山浩幸、1960年9月26日 - ）は、映画監督。東京都葛飾区出身。

## 来歴・人物
横浜放送映画専門学院（現：日本映画大学）を卒業後、ドラマの助監督として現場に入る。
TVの連続ドラマや2時間ドラマを経験した後、映画に転向、ディレクターズ・カンパニーの作品（主に井筒和幸監督作品）や石井隆、竹中直人などのチーフ助監督を勤め、1995年に監督になる。
劇場用全国公開作品「蝉祭りの島」では高い評価を得る。
横山楽居の名前でも作品がある。
2010年6月には日本初のUstreamを使ったネットドラマ『美人坂』（2010年7月2日 - 8月6日、JNC）すの企画、演出を担当した。
2015年に岡田秀春と「it JAPAN イット・ジャパン」（映画の力で日本の魅力を国内外に発信するプロジェクト）を設立。
「it JAPAN イット・ジャパン」記念すべき第一作『おとめ桜』（脚本、監督横山浩之）は、2017年度のモナコ国際映画祭にて短編部門の最優秀脚本賞、最優秀女優賞を受賞した。2020年『その日に』でモナコ映画祭にて2度目の受賞。

## 監督作品
- 「懐かしい日常風景」（ユニバーシアード95　オープニングフィルム）
- 「難解の大決闘」
- 「花嫁は16才」
- 「会社にしたい!」
- 「令嬢の失踪」
- 「怨霊・スイートトラップ」
- 「蝉祭りの島」
- 「セクシュアル・ハラスメント」
- 「イン アンド アウト」
- 「ビターデイズ ベタートゥモロー」
- 「訣別」
- 「ディスティニー」
- 「安倍桔梗ミステリィ−ファイル」
- 「フィールズ エンジェル」
- 「銀座愛物語・クラブアンダルシア」
- 「ブルックリン橋をわたって／ACROSS BOROOKLYN BRIDGE」
- 「罠・ボディファンドされた女」
- 「ビターコーヒーライフ」
- 「風来坊シリーズ　野花」
- 「おとめ桜」
- 「その日に」
- 「EVER GARDEN」

### シナリオ
- 「熱い夜」井筒和幸作品
- 「セクシュアル・ハラスメント」現：社民党　党主　福島瑞穂参議院議員監修
- 「ディスティニー」
- 「おとめ桜」
- 「フィールズ　エンジェル」
- 「ブルックリン橋をわたって／ACROSS BOROOKLYN BRIDGE」

### CM・PR・プロモ等
- 三井不動産
- 日本信販
- オートバックス
- ロッテリア
- ケンタッキーフライドチキン
- アイチ車輌
- 高野山／時明院
- クラウンレコード
- 第一興商
- ニンテンドーDS
- プロト
- オレンジページ

### 舞台演出
- 「ナチュラル」2000年12月　福岡／東京
- 「鬼の子」2005年2月東京

### TV
- KANOXにてTV朝日　『ネオドラマ』シリーズ
- CS　ウエルフェアチャンネル
- 報道番組（司会／蓮彷）にて統括メインディレクター
- ブランドストーリー（BS日テレ）
- ゲティスバーグ（BSフジ）
- 日本１００巡礼
- ザ・インタビュー

### ネットドラマ
- 美人坂（2010年7月2日 - 8月6日、JNC）